# 沙巴立新党
沙巴立新党（英語：Homeland Solidarity Party，缩写为STAR），又称沙巴国家团结党，是马来西亚沙巴州的一个政党。该党成立于2016年7月14日，由杰菲里吉丁岸创立。沙巴立新党的前身是砂拉越革新党（STAR）。沙巴联合阵线（United Sabah Alliance）成立于2016年，是该党与沙巴进步党（SAPP）共同组建，但在2018年该党便退出该联盟，并与沙巴国阵前成员党创立了沙巴团结联盟（United Alliance）。2018年马来西亚大选中，该党在赢得两个州议席后成为了沙巴州议会的“造王者”，并选择与29名沙巴国阵（BN）议员组成联合政府，以简单多数取得执政权，然而一天后便因沙民统支持希望联盟和民兴党而倒台。
2020年，馬來西亞發生喜來登政變，立新黨在內的多個政黨隨後支持發動政變的慕尤丁成為首相，並且加入国民联盟，同年，因應中央政權更替，沙巴多個州議員都倒戈支持國盟，原本沙巴州政府倒台，並提前選舉。最後，國盟、國陣和多個沙巴地方政黨合組的沙巴人民联盟勝出。
2022年，馬來西亞舉行大選，立新黨贏得1席。選後，立新黨跟隨沙盟加入聯合政府。在12月3日，立新黨宣佈退出國盟。

## 当选代表

### 国会上议院
| 沙巴州议会 | 爱德华林古布谷 | 沙巴     |          |          |          |
| 总数       | 沙巴 (1)       | 沙巴 (1) | 沙巴 (1) | 沙巴 (1) | 沙巴 (1) |

### 国会下议院
沙巴立新党在国会下议院拥有1名下议员。
| 沙巴 | P180     | 根地咬   | 杰菲里吉丁岸 |          |          |          |
| 总数 | 沙巴 (1) | 沙巴 (1) | 沙巴 (1)     | 沙巴 (1) | 沙巴 (1) | 沙巴 (1) |

### 州立法议会
| 沙巴 | N38      | 巴吉纳丹 | 阿比丁马丁基 |          |          |          |
| 沙巴 | N39      | 担布南   | 杰菲里吉丁岸 |          |          |          |
| 沙巴 | N40      | 冰谷     | 罗伯特塔威   |          |          |          |
| 沙巴 | N41      | 里亚湾   | 安努亚阿育   |          |          |          |
| 沙巴 | N44      | 土律     | 吴弗威雅     |          |          |          |
| 沙巴 | N45      | 苏克     | 依伦安营     |          |          |          |
| 总数 | 沙巴 (6) | 沙巴 (6) | 沙巴 (6)     | 沙巴 (6) | 沙巴 (6) | 沙巴 (6) |